# Achatinella mustelina
Achatinella mustelina ist eine Schneckenart aus der Gattung Achatinella, einer Gruppe nachtaktiver, lebendgebärender Baumschnecken, die auf der hawaiischen Insel Oʻahu endemisch sind.

## Beschreibung
Achatinella mustelina erreicht eine Gehäuselänge von 2,6 Zentimetern und einen Gehäusedurchmesser von 1,5 Zentimetern. Das Gehäuse ist gestreckt eiförmig und rechts- oder linksgewunden. Es hat bis zu sieben konvexe, nach oben entlang der Naht mit einem Rand versehene Windungen und einen winzigen Nabel. Die Gehäusemündung ist länglich eiförmig. Der Mündungsrand ist verdickt, einfach und zugespitzt. Die kurze, dicke, leicht gewundene Spindel verschließt den Nabel mit einem Callus fast vollständig. Die Farbe des Gehäuses variiert. Oft ist die Oberfläche dunkelbraun mit einem hellen Streifen am Rand der Windungen entlang der Naht oder weiß mit zahlreichen braunen oder schwarzen Querlinien.
Die zwittrige Schnecke bringt lebende Junge zur Welt, und zwar in einem Wurf nur ein Jungtier. Die Schnecke erreicht die Geschlechtsreife mit 4 Jahren und kann 10 Jahre alt werden. Sie kann bis zu viermal jährlich trächtig werden und somit in ihrem Leben bis zu 28 Jungtiere gebären.

## Verbreitung
Achatinella mustelina lebt in den Waiʻanae-Bergen auf der hawaiianischen Insel Oʻahu. Anfang der 1990er Jahre war diese Art die letzte ihrer Gattung, die stellenweise noch in größerer Zahl gefunden wurde, jedoch mit stark abnehmender Tendenz. Wie ausnahmslos alle Vertreter der Gattung ist sie in ihrem Bestand stark gefährdet. Vermutliche Ursachen des Rückgangs sind übermäßiges Sammeln durch Schneckensammler, die Nachstellung durch eingeschleppte Schweine und Ratten, die Rodung der Wälder sowie invasive Pflanzenarten wie Clidemia hirta und Dicranopteris linearis, die das Nachwachsen der für die Schnecken unentbehrlichen Futterbäume verhindern. Auch die eingeführte Ameisenart Pheidole megacephala, die Knoblauch-Glanzschnecke (Oxychilus alliarius) und die Rosige Wolfsschnecke (Euglandina rosea) machen Jagd auf Achatinella-Schnecken. Während Achatinella mustelina nur ein einziges Junges auf einmal – bis zu vier pro Jahr – gebiert, legt die Rosige Wolfsschnecke bis zu 600 Eier in einem Gelege und kann sich so sehr viel schneller vermehren.
Die Universität von Hawaii versucht, in Zusammenarbeit mit der US-Armee die auf Hawaii als kahuli tree snail bekannte Schnecke zumindest in Gefangenschaft zu erhalten und hat hierzu einen ratten- und raubschneckensicheren Käfig von der Größe eines Basketballplatzes errichten lassen.